# Neoathyreus bidentatus
Neoathyreus bidentatus is een keversoort uit de familie cognackevers (Bolboceratidae). De wetenschappelijke naam van de soort werd in 1819 gepubliceerd door William Sharp Macleay.